# Милутин Благојевић
Милутин Благојевић (Београд, 1912 — Београд, 6. септембар 1944), активиста Народноослободилачког покрета у окупираном Београду.

## Биографија
Рођен је 1912. године у Београду. По занимању је био ауто-механичар.
Као радник приступио је револуционарном радничком покрету, а средином тридесетих година је постао и члан илегалне Комунистичке партије Југославије (КПЈ).
После окупације Краљевине Југославије, 1941. године заједно са супругом Ратком је учествовао у Народноослободилачком покрету (НОП). У њиховој кући у Крајинској улици број 24. скривали су се многи партијски илегалци, а ту је такође било изграђено и скровиште у којем је чувана хартија и разни други партијски материјал. У изградњи овог склоништа учествовао је Вучко Ивковић.
Када су се крајем августа 1943. године у кућу на Бањичком венцу бр 12, у којој се налазила илегална штампарија ЦК КПЈ, уселили Немци. Донета је одлука да се нова илегална штампарија премести у кућу Благојевића. Тада је тајно скровиште проширено и у њега су смештене штампарске машине. Илегална штампарија је у овој кући функционисала од октобра 1943. до јула 1944. године.
Средином јула 1944. године Специјална полиција успела да уђе у траг илегалној штампарији. У рано јутро 29. јула 1944. године агенти Специјалне полиције и Гестапоа банули су у кућу Благојевића и отпочели претрес. Када су открили улаз у илегалну штампарију, агенти су покушали да помоћу четворогодишњег Владимира сина Милутина Благојевића, приволе раднике штампарије - Бранка Ђоновића и Слободана Јовића да се предају. Они су то одбили и извршили су самоубиство, претходно спаливши део архиве.
Милутин и његова супруга Ратка су тада били ухапшени и спроведени у затвор у Ђушиној улици, где си били затворени у самице и изложени страховитим мучењима. Пошто агенти нису могли од њих нина било којин начин да добију никакво признање о људима с којима су били повезани, претили су да ће убити њиховог четворогодишњег сина Владимира. Касније су били пребачени у Бањички логор.
Милутин и Ратка Благојевић стрељани су у ноћи између 6. и 7. септембра 1944. године у Маринковој Бари, са великом групом родољуба. Њихови посмртни остаци су касније пренети и сахрањени у Алеји стрељаних родољуба 1941-1944 на Новом гробљу у Београду.
После ослобођења Крајинској улици у којој се налазила њихова кућа је промењен назив у Улица Милутина Благојевића. Улица је ово име носила све до 2004. године када јој је назив промењен у Даничарева. Такође на њиховој кући је постављена спомен-плоча.